# Eupoa prima
Eupoa prima är en spindelart som beskrevs av Zabka 1985. Eupoa prima ingår i släktet Eupoa och familjen hoppspindlar. Inga underarter finns listade i Catalogue of Life.